# Таганрог I
Таганрог І (Таганрог-Пасажирський) — залізнична станція Північно-Кавказької залізниці на електрифікованій лінії Іловайськ — Ростов-Головний. Розташована в місті Таганрог Ростовської області. За обсягом робіт станція віднесена до 5-го класу. Має пряме сполучення з вантажною станцією Марцево та тупиковою станцією Таганрог II. Перед будівлею вокзалу розташовані Привокзальна площа та сквер.

## Історія
Станція відкрита у 1934 році. Вокзал станції Таганрог І побудований 1970 року, у північній частині міста, на вулиці Москатова, для розвантаження тупикової залізничної станції Таганрог II.
Будівля вокзалу є зразком південної архітектури, має арковий центральний і один бічний портик. Фасад прикрашений пілястрами. Високі вікна зали чекання виконані з напівциркульними завершеннями. Центральна колонада схожа з аналогічним архітектурним рішенням на залізничних вокзалах в Сімферополі та Сочі. Схожа вокзальна будівля є також в місті Туапсе.
На будівлі вокзалу встановлена меморіальна дошка про події Другої світової війни, на честь воїнів 8-го окремого дивізіону бронепоїздів № 14, 45, 59, які 14—17 жовтня 1941 року на ділянці Марцево — Блок-пост № 694 прийняли останній бій під час оборони Таганрога від німецько-фашистських загарбників.
Станція електрифікована змінним струмом (~25кВ) 1961 року у складі дільниці Марцево — Ростов-Головний.
До 2014 року через станцію Таганрог-Пасажирський прямували пасажирські та вантажні поїзди з Ростова-на-Дону переважно в напрямку Криму і Донбаса — Донецька, Горлівки, Луганська, а також в Центральну Україну та Молдову.

## Пасажирське сполучення
Станція здійснює пасажирські перевезення як у приміському, так і у далекому сполученні.
До 2014 року курсували декілька пар поїздів далекого сполучення:
| Москва — Адлер               |
| Москва — Кисловодськ         |
| Єкатеринбург — Сімферополь   |
| Ростов-на-Дону — Сімферополь |
| Ростов-на-Дону — Кишинів     |
| Адлер — Мінськ               |
| Кисловодськ/Адлер — Київ     |

У 2014 році, через російську збройну агресію проти України, інтенсивність пасажирського залізничного сполучення з Україною припинилося, маршрути поїздів були змінені. Таким чином, з того часу станція Таганрог І приймає і відправляє приміські електропоїзди, що сполучають Таганрог з Ростовом-на-Дону і селом Авіло-Успенка (станція Успенська) на кордоні з Україною та деякі поїзди внутрішнього сполучення.
У 2014—2018 роках далеке сполучення по станції було відсутнє. З 9 грудня 2018 року призначена група вагонів безпересадкового сполучення Таганрог — Москва до поїзда № 20/19 сполученням Ростов — Москва.
По станції Таганрог І курсують поїзди:
| №                    | Маршрут сполучення         | №                 | Маршрут сполучення         |
| Далеке сполучення    | Далеке сполучення          | Далеке сполучення | Далеке сполучення          |
| -------------------- | -------------------------- | ----------------- | -------------------------- |
| 120                  | Таганрог — Ростов — Москва | 119               | Москва — Ростов — Таганрог |
| Приміське сполучення |                            |                   |                            |
|                      | Таганрог II — Ростов       |                   | Ростов — Таганрог II       |
|                      | Успенська — Ростов         |                   | Успенська — Ростов         |